# Nothorestias
Nothorestias är ett släkte av insekter. Nothorestias ingår i familjen sporrstritar.
Kladogram enligt Catalogue of Life:
| Nothorestias | \| \| Nothorestias badia \| \| \| \| \| \| Nothorestias swezeyi \| \| \| \| |
|              | \| \| Nothorestias badia \| \| \| \| \| \| Nothorestias swezeyi \| \| \| \| |
|              | Nothorestias badia                                                          |
|              |                                                                             |
|              | Nothorestias swezeyi                                                        |
|              |                                                                             |